# 1985 في رومانيا
فيما يلي قوائم الأحداث التي وقعت خلال عام 1985 في رومانيا.

## سياسة

### تعيين في المنصب
- 1 يناير – روجر كيرك سفير الولايات المتحدة لدى رومانيا ‏.

## رياضة
- 19 يونيو – دوري الدرجة الأولى الروماني 1984–85 الفائز نادي ستيوا بوخارست.

## مواليد

### يناير
- 7 يناير – بانيل نيكوليتسا لاعب كرة قدم روماني.[1]
- 11 يناير – نويمي تروفان لاعبة كرة يد مجرية.
- 19 يناير – هوريا تيكاو لاعب كرة مضرب روماني.
- 22 يناير – هارالد فليشر لاعب كرة قدم ألماني.[2]
- 25 يناير – أدريان أنجور لاعب كرة مضرب روماني.
- 26 يناير – فلورن ميرغيا لاعب كرة مضرب روماني.
- 29 يناير – راؤول كوستين لاعب كرة قدم روماني.[3]

### فبراير
- 21 فبراير – فلاد دوجارو لاعب كرة سلة روماني.
- 22 فبراير – دورينا إيميليا كاربونه لاعبة كرة يد رومانية.

### مارس
- 13 مارس – أدريان تودور لاعب كرة سلة روماني.
- 15 مارس – ميهاي بوبيسكو لاعب كرة يد روماني.
- 17 مارس – ماريان كريستيسكو لاعب كرة قدم روماني.[4]
- 24 مارس – نيكولاي ميتيا لاعب كرة قدم روماني.[5]
- 26 مارس – أوفيديو هيريا لاعب كرة قدم روماني.[6]

### أبريل
- 18 أبريل – أوانا ماني لاعبة كرة يد رومانية.
- 24 أبريل – ألكسندرو بورسينو لاعب كرة قدم روماني.[7]

### مايو
- 2 مايو – ماريوس بينا لاعب كرة قدم روماني.[8]
- 7 مايو – ماريوس سادوفيك لاعب كرة يد روماني.
- 9 مايو – فاسيلي جورجي لاعب كرة قدم روماني.
- 9 مايو – كارمن كارتاش لاعبة كرة يد رومانية.
- 18 مايو – دالما كوفاتش مغنية رومانية.

### يونيو
- 26 يونيو – أنا أولارو ممثلة رومانية.[9]
- 26 يونيو – كريستيان باد لاعب كرة قدم روماني.[10]

### يوليو
- 7 يوليو – سيمونا ماتي لاعبة كرة مضرب رومانية.
- 13 يوليو – أدريان يونسكو لاعب كرة قدم روماني.[11]
- 30 يوليو – إلينا غيورغي مغنية رومانية.[12]

### أغسطس
- 6 أغسطس – ميخائيل أندري[13]
- 11 أغسطس – أدينا لورا ميروشو لاعبة كرة يد رومانية.
- 27 أغسطس – ألكسندرا نيشيتا[14]
- 27 أغسطس – جبريل بوبا لاعب كرة قدم روماني.[15]

### سبتمبر
- 15 سبتمبر – أنكا ميهيلا رومبيسكو لاعبة كرة يد رومانية.
- 15 سبتمبر – ميهاي دينا لاعب كرة قدم روماني.[16]
- 26 سبتمبر – ميريلا نيكيتا باشكا لاعبة كرة يد رومانية.

### أكتوبر
- 1 أكتوبر – كاترينيل مينغيا عارضة رومانية.[17]
- 2 أكتوبر – سيبريان ماريكا لاعب كرة قدم روماني.[18]

### نوفمبر
- 22 نوفمبر – كارمين يونسكو لاعبة جمباز فني رومانية.

### ديسمبر
- 6 ديسمبر – فلورينا شنتوان لاعبة كرة يد رومانية.
- 8 ديسمبر – أندري بريبيليتسا لاعب كرة قدم روماني.[19]
- 23 ديسمبر – دان رومان لاعب كرة قدم روماني.

## وفيات

### فبراير
- 18 فبراير – غابور دارفاس (مواليد 1911) موسيقي مجري.[20]

### مايو
- 28 مايو – جورج دفريوإكس (مواليد 1908)[21]

### سبتمبر
- 2 سبتمبر – غيرسون بنجامين (مواليد 1899) رسام من الولايات المتحدة الأمريكية.